# David DeLuise
David DeLuise (Burbank, California, 11 de noviembre de 1971) es un actor estadounidense mayormente conocido por interpretar el papel de Jerry Russo en la serie de Disney Channel Wizards of Waverly Place.

## Biografía
David DeLuise es hijo del actor y comediante Dom DeLuise y actriz Carol Arthur, y el hermano del escritor, director y actor Peter DeLuise y Michael DeLuise. DeLuise tiene ascendencia italiana por parte de su padre.
Se casó con Brigitte DeLuise en septiembre de 1994. Ellos se divorciaron en mayo de 2003. Tienen dos hijos, Riley De Luise, que apareció en Hairshirt con él, y Dylan DeLuise.
Su madrina fue Anne Bancroft y su cuñada (casada con Peter) es Anne Marie DeLuise.
Aunque su primer papel principal fue en el año 2003 con BachelorMan, David DeLuise comenzó su carrera actuando en la película Hot Stuff de 1979. Él tuvo un papel recurrente en 3rd Rock from the Sun como Bug Pollone y fue un artista intérprete o ejecutante sobre Jesse durante su primera temporada, haciendo el hermano de Darren Jesse. David es también conocido por expresar en Coop Megas XLR y el sargento Brutto en Roughnecks: Starship Troopers Chronicles. El orador estrella frente a Maggie Wheeler en la NBC El piloto de los espermatozoides de donantes. 
David DeLuise apareció en pequeños papeles en CSI: Investigación de la escena del crimen y ER. También ha aparecido en Stargate SG-1, como Pete Shanahan, novio de Samantha Carter. 
Recientemente estrella en un comercial de televisión para los restaurantes Chili's. Su hija Riley DeLuise ha trabajado en una de sus películas, Hairshirt a partir de 1998. 
También hizo el papel de Jerry Russo en la serie de Disney Channel Wizards of Waverly Place.

## Filmografía

### Películas
| Año  | Título                              | Personaje          | Notas                       |
| ---- | ----------------------------------- | ------------------ | --------------------------- |
| 1979 | Hot Stuff                           | David Fortunato    |                             |
| 1983 | Happy                               | Rogie              | Película de televisión      |
| 1991 | Driving Me Crazy                    | Stanley            |                             |
| 1991 | Seeds of Tragedy                    | Cliente            | Película de televisión      |
| 1993 | Robin Hood: Men in Tights           | Villager           | Sin reconocimiento          |
| 1993 | The Liars' Club                     | Joey Matthews      |                             |
| 1993 | The Silence of the Hams             | Policía #1         |                             |
| 1995 | Kicking and Screaming               | Bouncer            |                             |
| 1995 | Dracula: Dead and Loving It         | Becario            |                             |
| 1996 | Where Truth Lies                    | Policía #1         |                             |
| 1998 | Hairshirt                           | Peter Angelo       |                             |
| 1998 | The Godson                          | Gaffer             |                             |
| 1999 | Dirt Merchant                       | Sly                |                             |
| 2000 | Terror Tract                        | Allen Doyle        | Segment: "Make Me An Offer" |
| 2001 | Ladies and the Champ                | Darold Boyarsky    | Película de televisión      |
| 2001 | Dr. Dolittle 2                      | School Fish #2     | Voice                       |
| 2002 | Rockboy                             | Chadd Nessbaum     | Corto                       |
| 2002 | Buying the Cow                      | Fratguy            |                             |
| 2003 | Between the Sheets                  | Director           |                             |
| 2003 | Art of Revenge                      | Benjamin Bloom     |                             |
| 2003 | BachelorMan                         | Ted David          |                             |
| 2005 | Play Dates                          | Billy              | Película de televisión      |
| 2006 | Intellectual Property               | Detective Kopf     |                             |
| 2006 | Jam                                 | Jerry              |                             |
| 2006 | Where There's a Will                | Willy              | Película de televisión      |
| 2006 | Mojave Phone Booth                  | Michael            |                             |
| 2007 | Route 30                            | Original Bill      |                             |
| 2007 | Who's Your Monkey?                  | Hutto              |                             |
| 2008 | Dear Me                             | Bass Vanders       |                             |
| 2008 | Bundy: An American Icon             | Detective Jennings |                             |
| 2008 | Mostly Ghostly                      | John Doyle         | Direct to video             |
| 2008 | A Christmas Proposal                | Andy               |                             |
| 2009 | RoboDoc                             | Dr. Bonacasa       |                             |
| 2009 | Prep & Landing                      | Bailarín           | Voice, television short     |
| 2009 | Wizards of Waverly Place: The Movie | Jerry Russo        | Película de televisión      |
| 2010 | Vampires Suck                       | Fisherman Scully   |                             |
| 2011 | American Decaf                      | David              |                             |
| 2012 | Ira Finkelstein's Christmas         | Max Finkelstein    |                             |
| 2012 | Last Call                           | Mike               |                             |
| 2012 | A Christmas Wedding Date            | Minister           | Película de televisión      |
| 2013 | The Wizards Return: Alex vs. Alex   | Jerry Russo        | Película de televisión      |
| 2014 | Beethoven's Treasure Tail           | Phil               |                             |
| 2015 | Unity                               | Narrator           | Documental                  |
| 2016 | Believe                             | Tom Blackhorn      |                             |
| 2016 | Pup Star                            | Steven             | Película de televisión      |
| 2017 | Sweet, Sweet Summertime             | Scott Burns        |                             |
| 2018 | Unbroken: Path to Redemption        | Howard Lambert     |                             |
| 2021 | Last Shoot Out                      | Joe                |                             |

### Televisión
| Año       | Título                                       | Personaje                          | Notas                                          |
| --------- | -------------------------------------------- | ---------------------------------- | ---------------------------------------------- |
| 1990      | 21 Jump Street                               | Stevenson                          | Episodio: "Number One with a Bullet"           |
| 1991      | Hunter                                       | Randy Morton                       | Episodio: "All That Glitters"                  |
| 1993      | Saved by the Bell: The College Years         | Tony                               | Episodio: "The Poker Game"                     |
| 1993      | Lois & Clark: The New Adventures of Superman | Toaster #2                         | Episodio: "I've Got a Crush on You"            |
| 1994      | Blossom                                      | Randy                              | Episodio: "A Little Help from My Friends"      |
| 1994      | seaQuest DSV                                 | Manager                            | Episodio: "Vapors"                             |
| 1995      | Ellen                                        | Robber in Hat                      | Episodio: "Guns 'N Ellen"                      |
| 1995      | Pig Sty                                      | Amigo de Cal                       | Episodio: "Party!!!"                           |
| 1996      | Buddies                                      | Tom                                | Episodio: "John, I've Been Thinking"           |
| 1996–2001 | 3rd Rock from the Sun                        | Bug Pollone                        | Personaje recurrente (46 episodes)             |
| 1997      | Home Improvement                             | Dennis Turner                      | Episodio: "Communication Breakdown"            |
| 1997      | The Single Guy                               | Booth Guy                          | Episodio: "Grandfather Clause"                 |
| 1998–1999 | Jesse                                        | Darren Warner                      | Personaje principal, temporada 1 (22 episodes) |
| 1999      | Good vs Evil                                 | Roland                             | Episodio: "To Be or Not to Be Evil"            |
| 1999–2000 | Roughnecks: The Starship Troopers Chronicles | Sgt. Francis Brutto                | Personaje recurrente (11 episodes)             |
| 2000      | Zoe, Duncan, Jack and Jane                   | Todd Lamber                        | Episodio: "The Feud"                           |
| 2000      | V.I.P.                                       | Alvin                              | Episodio: "Lights, Camera, Val"                |
| 2001      | Grounded for Life                            | Padre de Tim                       | Episodio: "Devil with A Plaid Skirt"           |
| 2001      | Heavy Gear: The Animated Series              | Dirx                               | Voz                                            |
| 2001      | CSI: Crime Scene Investigation               | Cliff Renteria                     | Episodio: "Scuba Doobie-Doo"                   |
| 2003      | She Spies                                    | The Jeff                           | Episodio: "Learning to Fly"                    |
| 2003      | Spider-Man: The New Animated Series          | Jack / Mack                        | Voz, episodio: "Flash Memory"                  |
| 2004      | Gilmore Girls                                | Hermano de T.J.                    | 2 episodios                                    |
| 2004      | Good Girls Don't                             | Tim                                | Episode: "Oh, Brother"                         |
| 2004      | Las Vegas                                    | Tom                                | Episodio: "Have You Ever Seen the Rain? "      |
| 2004–05   | Stargate SG-1                                | Pete Shanahan                      | 2 episodios                                    |
| 2004–05   | Megas XLR                                    | Coop, Evil Coop, additional voices | Voz, personaje principal (26 episodios)        |
| 2005      | CSI: NY                                      | Lance Moretti                      | Episodio: "Til Death Do We Part"               |
| 2005      | Blind Justice                                | Detective Jason Strode             | Episodio: "Under the Gun"                      |
| 2005      | ER                                           | Brad Anderson                      | Episodio: "Blame It on the Rain"               |
| 2005      | Yes, Dear                                    | Dan                                | Episodio: "Jimmy the Teacher"                  |
| 2006      | CSI: Miami                                   | Paul Sanders                       | Episodio: "The Score"                          |
| 2006      | Monk                                         | Larry Cutler                       | Episodio: "Mr. Monk and the Garbage Strike"    |
| 2007      | Without a Trace                              | Alex Brown                         | Episodio: "Desert Springs"                     |
| 2007      | Bones                                        | Santa Jeff Mantell                 | Episodio: "The Santa in the Slush"             |
| 2007-2012 | Wizards of Waverly Place                     | Jerry Russo                        | Personaje principal                            |
| 2011      | Imagination Movers                           | Clutch                             | Episodio: "One Cool Mover"                     |
| 2011      | Svetlana                                     |                                    | Episodio: "Amerimorphation"                    |
| 2012      | Hot in Cleveland                             | Jake                               | Episodio: "How Did You Guys Meet, Anyway?"     |
| 2012      | The Mentalist                                | Mr. Loveland                       | Episodio: "Something Rotten in Redmund"        |
| 2012      | Grey's Anatomy                               | Charlie Connor                     | Episodio: "Let the Bad Times Roll"             |
| 2012      | Rizzoli & Isles                              | Dominick Bianchi                   | Episodio: "Crazy For You"                      |
| 2013      | R.L. Stine's The Haunting Hour               | Cupid                              | Episodio: "Terrible Love".                     |
| 2013      | Pulling the Goalie                           | Terapeuta                          | Corto                                          |
| 2013      | Sox                                          | Nick                               |                                                |
| 2013      | Abner, the Invisible Dog                     | Murdoch                            |                                                |
| 2013      | Alone for Christmas                          | Padre                              |                                                |
| 2013      | Delicious Ambiguity                          | John                               | Corto                                          |
| 2013      | Catch                                        | Umpire                             | Short                                          |
| 2014      | Baby Daddy                                   | David Brinkerhoff                  | Episodio: "From Here to Paternity"             |
| 2014      | Hawaii Five-0                                | Brad Weiss                         | Episodio: "Ho'oma'ike (Unmasked)"              |
| 2015      | Born Again Virgin                            |                                    | Episodio: "Sex, Kings and Wigs"                |
| 2017      | Hey You, It's Me                             | Ben                                | Episodio: "Yes! But Different"                 |
| 2017      | Real Rob                                     | Dean Edelstein                     | Episodio: "Best Play Date Ever"                |
| 2019      | NCIS                                         | Michael Franklin                   | Episodio: "Going Mobile"                       |
| 2019      | Shameless                                    | Army Proctor                       | Episodio: "A Little Gallagher Goes A Long Way" |
| 2021      | 9-1-1                                        | Tom Gladden                        | Episodio: "Ghost Stories"                      |
| 2022      | The Rookie                                   | Truman                             | Episodio: "Long Shot"                          |
| 2022      | This Is Us                                   | Bill Lundy                         | Episode: "Miguel"                              |

### Videojuegos
| Año  | Título                             | Voz de personaje |
| ---- | ---------------------------------- | ---------------- |
| 2005 | Megas XLR: Appetite for Demolition | Policía          |
| 2009 | FusionFall                         | Policía          |